# Astrid Höschel-Bellmann
Astrid Höschel-Bellmann (* 1957 in Dornreichenbach) ist eine deutsche Schauspielerin, Dozentin, Grafikerin und Malerin.

## Leben
Astrid Höschel wuchs auf einem Bauernhof in Wurzen auf. Nach dem Abitur an der Erweiterten Oberschule in Oschatz machte sie in Ost-Berlin eine Ausbildung zur Krankenschwester.
Astrid Höschel absolvierte von 1977 bis 1981 ihr Studium zur Schauspielausbildung an der Theaterhochschule Hans Otto in Leipzig. Danach beendete sie die Studioausbildung am Staatstheater Dresden mit dem Diplom. Von 1981 bis 1984 war Höschel am Theater der Bergarbeiter in Senftenberg engagiert. Von 1984 bis zum Jahr 2000 war sie festes Ensemblemitglied am Kleist-Theater in Frankfurt (Oder). Seit 2000 ist sie als freischaffende Künstlerin tätig.
Seit 2007 ist Astrid Höschel-Bellmann als Dozentin an der Hochschule für Musik und Theater „Felix Mendelssohn Bartholdy“ Leipzig in Leipzig in der Fachrichtung Jazz/Musical tätig. Außerdem ist sie Grafikerin und Malerin.
Astrid Höschel-Bellmann lebt in Leipzig. Sie war bis zu seinem Tod mit dem Schauspieler Dieter Bellmann verheiratet. Beide haben einen gemeinsamen Sohn.

## Filmografie
- 1982: Geschichten übern Gartenzaun (Fernsehserie, 1 Folge)
- 1983: Der Bastard (Fernsehserie, 1 Folge)
- 1984: Urlaub mit Nackenstützen
- 1985: Der Doppelgänger
- 1986: Der Staatsanwalt hat das Wort – Die Kette (TV-Reihe)
- 1986: Neumanns Geschichten (Fernsehserie, 1 Folge)
- 1987: Gavroche
- 1999: Tatort: Todesangst
- 2001–2012: In aller Freundschaft (Fernsehserie, 3 Folgen, verschiedene Rollen)
- 2003: Polizeiruf 110: Mama kommt bald wieder
- 2006: SOKO Leipzig (Fernsehserie, 1 Folge)
- 2007: Tierärztin Dr. Mertens (Fernsehserie, 1 Folge)
- 2007: Die Liebe ist ein Haus
- 2008: Endlich Samstag! (Fernsehserie, 1 Folge)